# ریور ویل (نیوجرسی)
ریور ویل (به انگلیسی: River Vale) شهری در ایالت نیوجرسی کشور ایالات متحده آمریکا است که جمعیت آن در سرشماری سال ۲۰۱۰ میلادی، ۹٬۶۵۹ نفر بوده‌است.